# Elisabetta Beraldo
Elisabetta Beraldo (Genova, ...) è una costumista italiana, vincitrice del David di Donatello e del Ciak d'oro.

## Biografia
Intraprende la sua carriera come costumista teatrale in grandi produzioni nazionali. Si avvicina al cinema come assistente di Milena Canonero in produzioni d'oltreoceano, come Dick Tracy, Il padrino - Parte III nel 1990 e Inserzione pericolosa del 1992. L'anno successivo conquista il David di Donatello per Jona che visse nella balena. Dopo alcune esperienze italiane si trasferisce negli Stati Uniti lavorando per Gregory Nava.

## Filmografia

### Costumista
- Jona che visse nella balena, regia di Roberto Faenza (1993)
- Camilla, regia di Deepa Mehta (1994)
- Sostiene Pereira, regia di Roberto Faenza (1995)
- Fluke, regia di Carlo Carlei (1995)
- Swann, regia di Anna Benson Gyles (1996)
- Selena, regia di Gregory Nava (1997)
- Why Do Fools Fall in Love - Un ragazzo di talento (Why Do Fools Fall in Love), regia di Gregory Nava (1998)
- Frequency - Il futuro è in ascolto (Frequency), regia di Gregory Hoblit (2000)
- Sotto corte marziale (Hart's War), regia di Gregory Hoblit (2002)
- S1m0ne, regia di Andrew Niccol (2002)
- Torque - Circuiti di fuoco (Torque), regia di Joseph Kahn (2004)
- Hostage, regia di Florent Emilio Siri (2005)
- Lord of War, regia di Andrew Niccoli (2005)
- Bordertown, regia di Gregory Nava (2006)
- Il caso Thomas Crawford (Fracture), regia di Gregory Hoblit (2007)
- Nella rete del serial killer (Untraceable), regia di Gregory Hoblit (2008)

## Riconoscimenti

### David di Donatello
- 1993: Migliori costumi per Jona che visse nella balena[1]
- 1995: Candidatura a migliori costumi per Sostiene Pereira

### Ciak d'oro
- 1994: Candidatura a migliori costumi per Jona che visse nella balena[2]
- 1996: Migliori costumi per Sostiene Pereira[3][1]